# يانغ جينغ
يانغ جينغ (بالصينية: 杨晶) هو سياسي صيني، ولد في ديسمبر 1953 في الصين. حزبياً، نشط في الحزب الشيوعي الصيني. وقد انتخب عضو مجلس الشعب الصيني ‏ خلال فترته النيابية ‏ وانتخب عضو مجلس الدولة لجمهورية الصين الشعبية (مارس 2013 – ).